# Davide Malacarne
Davide Malacarne (Feltre, província de Belluno, 11 de juliol de 1987) és un ciclista italià, ja retirat, que fou professional des del 2009 fins al 2016 als equips Quick-Step, Team Europcar i Astana. El 2017 va córrer en BTT amb el DMT Racing.
En categories inferiors destacà en ciclocròs, modalitat de la qual es proclamà campió del món júnior i nacional. En carretera destaquen les seves victòries al Giro della Valli Aretine i al Giro del Belvedere que el dugueren a fer el pas al professionalisme el 2009. Durant aquell primer any destaca una segona posició final a la Volta a Turquia. El 26 de març de 2010 aconseguí la seva primera victòria en el camp professional en guanyar la 4a etapa de la Volta a Catalunya amb final a Cabassers.

## Palmarès en ciclocròs
- 2002-2003
  -  Campió d'Itàlia de ciclocròs juvenil
- 2003-2004
  - 1r a Pijnacker-Nootdorp, ciclocròs júnior
- 2004-2005
  -  Campió del món en ciclocròs júnior
  -  Campió d'Itàlia de ciclocròs júnior
  - 1r a la Copa del món de ciclocròs júnior
- 2005-2006
  - 1r a Triveneto Gara di Caonada, ciclocròs

## Palmarès en ruta
- 2005
  - 1r al Trofeu Dorigo Porte
- 2006
  - 1r al Trofeu Matteotti sub-23
  - 1r al Giro del Veneto sub-23 i vencedor d'una etapa
- 2007
  - 1r al Giro della Valli Aretine
- 2008
  - 1r al Giro del Belvedere
- 2010
  - Vencedor d'una etapa a la Volta a Catalunya
- 2011
  - Vencedor de la classificació de la muntanya de la Tirrena-Adriàtica

### Resultats al Tour de França
- 2012. 59è de la classificació general
- 2013. 49è de la classificació general

### Resultats al Giro d'Itàlia
- 2009. Abandona (18a etapa)
- 2011. 146è de la classificació general
- 2014. 39è de la classificació general
- 2015. 85è de la classificació general
- 2016. 47è de la classificació general

### Resultats a la Volta a Espanya
- 2010. 126è de la classificació general
- 2011. 56è de la classificació general
- 2016. Abandona (14a etapa)